# Stouhna-P
Le Stouhna-P (en ukrainien : Стугна-П), aussi connu sous sa transcription anglaise Stugna-P, est un système de missile antichar ukrainien. Il porte le nom de la Stouhna, un affluent du Dniepr. Il a été développé par le bureau d'études Luch situé à Kyïv à partir du missile antichar Skif (en ukrainien : Скіф).

## Opérations

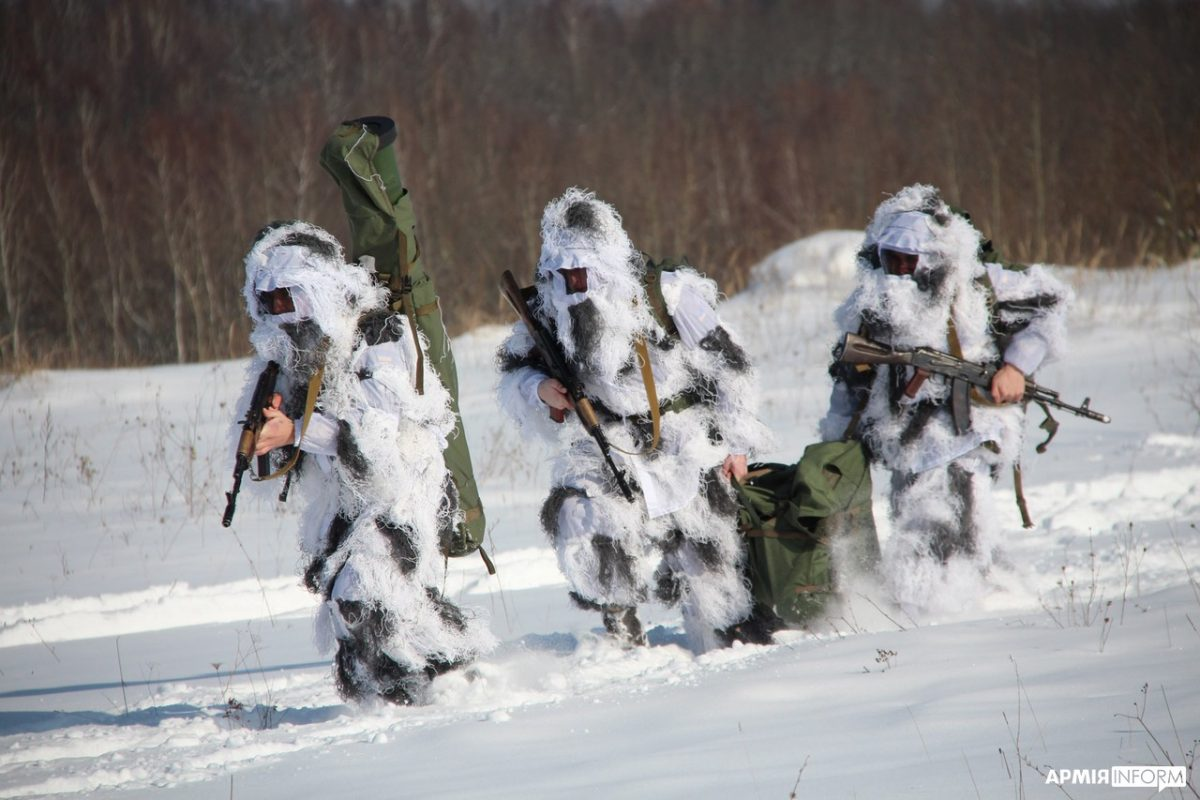
Trio Ukrainien en opération d'hiver avec un Stugna-P le 1er mars 2021.

L'armée ukrainienne en reçut dès 2018. Le missile équipe les forces armées du pays avec, entre autres, le FGM-148 Javelin (États-Unis), NLAW (Royaume-Uni) et le Panzerfaust 3 (Allemagne).
Le système est exporté au Moyen-Orient mais depuis l'invasion de l'Ukraine par la Russie, il est orienté vers les forces ukrainiennes,. Il a été utilisé avec succès contre un hélicoptère Kamov Ka-52 russe.

## Utilisateurs

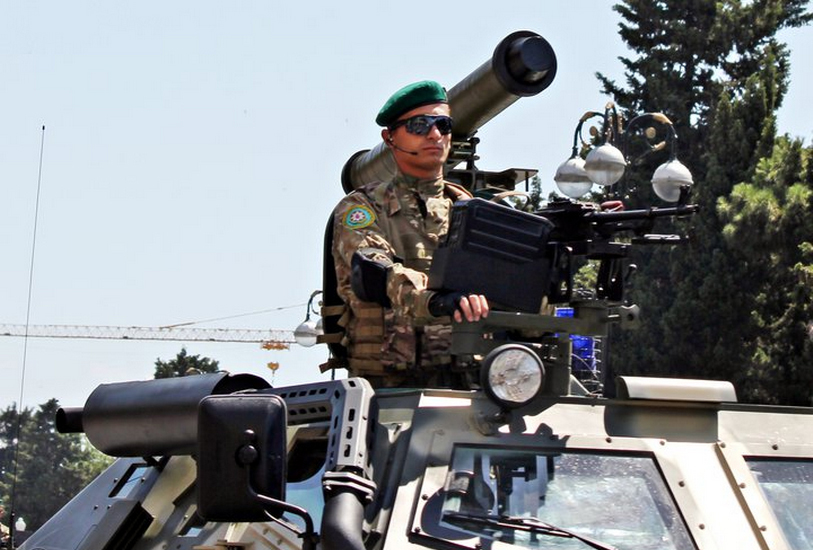
Un véhicule Otokar Cobra des forces armées azerbaïdjanaises.

- Azerbaïdjan[6]
- Algérie[7]
- Arabie saoudite[8]
- Myanmar[9]
- Géorgie[réf. nécessaire]
- Ukraine[10]
- Maroc[11]
- Qatar[12]
- Égypte[13]
- Jordanie[13]